# Виборець
Ви́борець, жін. ви́борниця — громадянин, що володіє активним виборчим правом і місце проживання (або тимчасового перебування) якого розташоване в межах виборчого округу, що забезпечує представницький характер органу публічної влади відповідного рівня.

## Реєстрація виборців
Реєстрація виборців, що проживають на території відповідного муніципального утворення здійснюється на підставі відомостей, що надаються органами, які здійснюють реєстрацію громадян за місцем перебування та за місцем проживання.

## Списки виборців
З метою реалізації активного виборчого права виборцями відповідні виборчі комісії складають списки виборців на підставі відомостей, отриманих з використанням державної системи реєстрації (обліку) виборців, учасників референдуму, що є комплексом заходів зі збору, систематизації та використання відомостей про виборців.
Список виборців складається окремо по кожній виборчій дільниці.